# Syllis-Komplex
Als „Syllis-Komplex“ wird nach Licher (1999) eine Gruppe von Vielborstern (Polychaeta) bezeichnet, die gewöhnlich zu den Taxa Syllis, Typosyllis, Langerhansia oder Haplosyllis gestellt werden.
Mit über 400 beschriebenen Arten ist dieses die größte Gruppe innerhalb der Sylliden (Syllidae). Allen Arten gemeinsam ist der Besitz eines einzelnen pharyngealen Zahns („Bewaffnung“), worin sie sich von anderen Syllinae unterscheiden. Da sich die Tiere auch in ihrer übrigen Morphologie sehr ähneln, werden sie systematisch häufig zusammen behandelt.
Die Taxonomie innerhalb des Syllis-Komplexes ist jedoch weitgehend unklar und von Autor zu Autor unterschiedlich. Derartige Widersprüche resultieren im Wesentlichen aus der Tatsache, dass die Unterschiede, die von den Autoren herangezogen werden, um Arten voneinander abzugrenzen, erheblich variieren. Demgegenüber steht eine hohe Variabilität der Arten, die eine korrekte Beschreibung des Phänotyps nur selten erlaubt.

## Diagnose

Borstentypen der Taxa Syllis, Typosyllis, Langerhansia und Haplosyllis. Aus: Licher (1999)

Aufgrund des Besitzes oder Fehlens bestimmter Borstentypen werden in der Regel vier Taxa unterschieden:

### Syllis
Zu Syllis Savigny, 1812 werden jene Arten des Syllis-Komplexes gestellt, deren Borsten anterior und posterior zusammengesetzt, in der mittleren Körperregion aber einfach sind.

### Typosyllis
Zu Typosyllis Langerhans, 1879 werden jene Arten des Syllis-Komplexes gestellt, deren Borsten in allen Segmenten zusammengesetzt sind und relativ kurze (falcigere) Endglieder tragen.

### Langerhansia
Zu Langerhansia Czerniavsky, 1881 werden jene Arten des Syllis-Komplexes gestellt, deren Borsten in allen Segmenten zusammengesetzt sind und sowohl relativ kurze (falcigere) als auch lange (pseudospinigere) Endglieder tragen.

### Haplosyllis
Zu Haplosyllis Langerhans, 1879 werden jene Arten des Syllis-Komplexes gestellt, deren Borsten in allen Segmenten ausschließlich einfach und tomahawk-förmig gestaltet sind.

## Taxonomie

### Taxonomie nach Langerhans (1879)
Langerhans (1879) unterschied erstmals anhand des Vorkommens und der Gestalt einfacher und zusammengesetzter Borsten die Taxa Syllis, Typosyllis, Ehlersia und Haplosyllis als Untergattungen von Syllis.
Czerniavsky (1881) beschrieb ein Taxon Langerhansia, welches später als Synonym von Ehlersia ausgewiesen wurde. Eigenartigerweise hat sich jedoch die neuere Bezeichnung Langerhansia durchgesetzt, obwohl Ehlersia die älteren Namensrechte gehabt hätte.
Seit Langerhans (1879) sind keine wesentlichen neuen Erkenntnisse über die Systematik von Syllis, Typosyllis, Langerhansia und Haplosyllis gewonnen worden. Mittlerweile existieren zahlreiche, voneinander abgewandelte Auffassungen über die phylogenetischen Beziehungen dieser Taxa zueinander. Einige Autoren behielten die Unterscheidung der vier Langerhans’schen Syllis-Untergattungen bei. Andere Autoren erhoben jedes dieser Taxa auf die Stufe einer Gattung. Wiederum andere Autoren verstanden Syllis sowie Haplosyllis als Gattung und stellten Typosyllis und Langerhansia als Untergattung zu Syllis. In anderen Arbeiten wurden Syllis, Typosyllis und Haplosyllis als Gattung interpretiert, innerhalb Typosyllis jedoch die Untergattungen Typosyllis und Langerhansia unterschieden. Wieder andere Autoren stellten alle Arten von Syllis, Typosyllis, Langerhansia und Haplosyllis in eine Gattung Syllis, ohne Untergattungen zu unterscheiden.

### Taxonomie nach Hartmann-Schröder (1962 ff.)
Hartmann-Schröder unterscheidet Haplosyllis, Syllis und Typosyllis. Arten mit langen zusammengesetzten Borsten stellt die Autorin zu Typosyllis in einer eigenen Untergattung Langerhansia.
- Haplosyllis
- Syllis
- Typosyllis (Typosyllis)
- Typosyllis (Langerhansia)

### Taxonomie nach San Martín (1984 ff.)
San Martín (1984) unterscheidet nur Haplosyllis von Syllis. Alle Arten mit zusammengesetzten Borsten stellt der Autor in eine gemeinsame Gattung Syllis:
- Haplosyllis
- Syllis

### Taxonomie nach Licher (1999)
Licher (1999) unterscheidet in seiner „Revision der Gattung Typosyllis“ drei Gattungen, verzichtet jedoch auf Untergattungen:
- Haplosyllis
- Syllis
- Typosyllis